# Biserica „Nașterea Maicii Domnului” - Săpunaru din Focșani
Biserica „Nașterea Maicii Domnului” - Săpunaru din Focșani este un monument istoric aflat pe teritoriul municipiului Focșani. În Repertoriul Arheologic Național, monumentul apare cu codul 174753.06.

## Istoric
Biserica a fost construită la 1783 de către Breasla Săpunarilor. Biserica „Nasterea Maicii Domnului” - Săpunaru, monument istoric, a fost zidita în plin Evu Mediu românesc prin anul 1783 de catre Dinu Săpunaru.

## Arhitectură
Este o biserică construită din piatră masivă, în stil moldovenesc, cu bolți rotunde pe patru coloane, cu pridvor, naos, turla mare. Biserica are formă de cruce. În anul 1815 biserica a fost pictată din cheltuiala lui Ignat Petrovici de către un pictor care a preferat să rămână anonim. În anul 1940 au avut loc lucrări de consolidare, a fost tencuită din nou și repictată în frescă de Iosif Keber și Cantini. Interiorul este reprezentat de picturi și de icoane printre care se remarcă icoana Maicii Domnului cu inscripții în latină și slavona.